# أنخيل ماريا فيار
انخيل ماريا فيار (بالإسبانية: Ángel María Villar)‏ لاعب كرة قدم إسباني سابق (ولد في 21 يناير 1950) في مدينة بيلباو في إسبانيا، أمضى أغلب حياتة كلاعب كرة قدم مع نادي أتلتيك بيلباو الباسكي خلال الفترة بين عامي 1961-1981 في فئة الناشئين والنادي الأول، ومثل منتخب إسبانيا في 22 مباراة.
سنة 1988 انتخب رئيساً للاتحاد الإسباني لكرة القدم واستمر بشغل ذلك المنصب حتى 2017، في اوآخر شهر ديسمبر من سنة 2015 عين رئيساً مؤقتاً ليوفا خلفاً للفرنسي ميشيل بلاتيني ، انخيل ماريا يحمل شهادة جامعية في القانون.